# 율리야 바카스토바
율리야 올렉산드리우나 바카스토바(우크라이나어: Юлія Олександрівна Бакастова, 1996년 6월 26일~)는 우크라이나의 펜싱 선수이다. 2024년 하계 올림픽 여자 사브르 단체전에서 금메달을 획득했다.